# La Ferté-Saint-Cyr
La Ferté-Saint-Cyr là một xã thuộc tỉnh Loir-et-Cher trong vùng Centre-Val de Loire miền trung nước Pháp.